# Logica intensionale
La logica intensionale è un'estensione della logica predicativa del primo ordine mediante quantificatori aggiuntivi, in cui la distinzione tra entità intensionali ed estensionali corre parallela alla distinzione tra senso e riferimento ('Sinn e Bedeutung).

## Contesto
La logica è lo studio della dimostrazione e della deduzione come si manifestano nel linguaggio (astraendo da qualsiasi processo psicologico o biologico sottostante).  La logica non è una scienza chiusa e compiuta e, presumibilmente, non smetterà mai di svilupparsi: l'analisi logica può penetrare in profondità variabili del linguaggio  (proposizioni atomiche, o frasi scomposte in predicati applicati a termini individuali , o anche rivelando strutture logiche così fini come quelle modali, temporali, dinamiche, epistemiche).
Per conseguire il suo obiettivo particolare, la logica è stata costretta a sviluppare i propri strumenti formali, in particolare la propria grammatica, separata dal semplice uso diretto del linguaggio naturale sottostante. I funtori (noti semplicemente anche come funzioni) appartengono alle categorie più importanti della grammatica logica, insieme a categorie di base come proposizione e nome individuale): un funtore può essere considerato un'espressione "incompleta" priva degli argomenti da inserire. Se le riempiamo con le sottoespressioni appropriate, l'espressione completa così risultante può essere considerata come un output. Pertanto, un funtore agisce come un segno di funzione, assumendo delle espressioni come input, che restituiscono una nuova espressione di output.
La semantica collega le espressioni del linguaggio al mondo esterno. Anche la semantica logica ha sviluppato una propria struttura. I valori semantici possono essere attribuiti ad espressioni nelle categorie di base: il riferimento di un nome individuale (l'oggetto "designato" che esso denomina), che è chiamato sua estensione; e, per quanto concerne gli enunciati, la loro estensione è il loro valore di verità.
Per quanto riguarda i funtori, alcuni sono più semplici di altri: l'estensione può essere loro attribuita in modo semplice. Nel caso di un cosiddetto funtore estensionale possiamo in un certo senso astrarre dalla parte "materiale" dei suoi input e output e considerare il funtore come una funzione che trasforma direttamente l'estensione dei suoi input nell'estensione del suo output . Naturalmente, si presume che questa operazione sia possibile, vale a dire che l'estensione delle espressioni di input determina l'estensione dell'espressione risultante. I funtori per i quali questa ipotesi non è valida, sono detti intensionali.
I linguaggi naturali abbondano di funtori intensionali, come le affermazioni intensionali evidenziano. La logica estensionale non può arrivare all'interno di strutture logiche così fini del linguaggio, ma si ferma a un livello più alto. I tentativi di un'analisi logica così profonda hanno un lungo passato: già Aristotele avevano studiato i sillogismi modali. Gottlob Frege sviluppò un tipo di semantica bidimensionale: per risolvere questioni come quelle degli enunciati intensionali , egli introdusse una distinzione tra due valori semantici: le frasi (e i singoli termini) hanno sia un'estensione che un'intenzionalità . Questi valori semantici possono essere interpretati e trasferiti anche mediante funtori (ad eccezione dei funtori intensionali, che hanno solo l'intensione).
Come accennato, le motivazioni per risolvere i problemi che appartengono oggi alla logica intensionale hanno un lungo passato. Quanto ai tentativi di formalizzazione, lo sviluppo delle abilità di calcolo ha spesso preceduto il rinvenimento della loro corrispondente semantica formale. La logica intensionale non è l'unico caso, da questo punto di vista: anche Gottlob Frege accompagnò il suo calcolo (estensionale) con spiegazioni dettagliate circa i suoi fondamenti semantiche, sebbene il fondamento formale della sua semantica sia apparso solamente nel XX secolo. Così, lungo la storia della logica intensionale si sono ripetuti schemi che si erano già visti nelo sviluppo delala logica estensionale.
Esistono alcuni sistemi logici intensionali che pretendono di analizzare completamente il linguaggio comune:
- logica intensionale trasparente (JSTOR 45074768)
- logica modale

## Logica modale
La logica modale è storicamente l'area più antica nello studio della logica intensionale, originariamente motivata dalla formalizzazione degli operatori di "necessità" e "possibilità" (più di recente, questa motivazione originale appartiene alla logica aletica, che è solo uno dei tanti rami della logica modale).
La logica modale può essere considerata anche come la manifestazione più semplice di tali studi. Essa estende la logica estensionale solo con pochi funtori enunciativi di natura intensionale, che sono interpretati (nelle metaregole della semantica) come quantificazione su mondi possibili. Ad esempio, l'operatore di necessità quando applicato a una frase A è vera nel mondo i se e solo se è vera in tutti i mondi accessibili dal mondo i; il corrispondente operatore di Possibilità ({\displaystyle \diamond }) quando applicato ad A asserisce che "{\displaystyle \diamond A}" è vero nel mondo i se e solo se A è vera in alcuni mondi (almeno uno) accessibili al mondo i. L'esatto contenuto semantico di queste asserzioni dipende quindi in modo cruciale dalla natura della relazione di accessibilità.
Ad esempio, il mondo i è accessibile da se stesso? La risposta a questa domanda caratterizza la natura precisa del sistema. Esistono molte altre domande caratterizzanti di questo tipo, che rispondono a questioni morali e temporali (in un sistema temporale, la relazione di accessibilità riguarda stati o 'istanti' e solo il futuro è accessibile da un dato momento. In questa logica, l'operatore Necessità corrisponde a 'per tutti i momenti futuri'. Gli operatori sono correlati tra loro da dualità simili a quelle relative ai quantificatori esistenziali e universali(per esempio dagli analoghi corrispondenti delle leggi di De Morgan). In altre parole, qualcosa è necessario se e solo se la sua negazione non è possibile, cioè inconsistente. Sintatticamente, gli operatori non sono quantificatori, non legano variabili, bensì controllano intere proposizioni. Da qui sorge il problema dell'opacità referenziale, cioè il problema della quantificazione in contesti modali. Gli operatori compaiono nella grammatica come funtori enunciativi e sono chiamati operatori modali.
Come accennato, Aristotele fu uno dei precursori della logica modale. Le discussioni scolastiche medievali ne accompagnarono lo sviluppo, ad esempio sulle modalità de dicto vs de re : in termini più moderni, nella modalità de re il funtore modale è applicato a una enunciato aperta, la variabile è vincolata da un quantificatore il cui ambito comprende l'intero sottotermine intensionale.
La logica modale moderna ebbe inizio con Clarence Irving Lewis, la cui opera introdusse la nozione di implicazione stretta. L'approccio dei mondi possibili permise uno studio più esatto delle questioni semantiche. L'esatta formalizzazione ebbe luogo con la semantica di Kripke (sviluppata da Saul Kripke, Jaakko Hintikka, Stig Kanger).

## Logica intensionale di tipo teorico
Alonzo Church aveva sviluppato una forma di calcolo intensionale nel 1951 Church espresse i fondamenti semantici in modo discorsivo, senza fornire quelle definizioni formali che sono proprie della logica modale odierna e che non erano ancora stati sviluppati.
Successivamente, l'approccio dei mondi possibili fornì gli strumenti per uno studio completo della semantica intensionale. Richard Montague conservò i vantaggi più importanti del calcolo intensionale di Church nel suo sistema. A differenza del suo predecessore, la grammatica Montague fu costruita in modo puramente semantico e si trasformò in uno elemento di più semplice utilizzo, grazie ai nuovi strumenti formali inventati dopo l'opera di Church.